# Реброплодник уральский
Реброплодник уральский (лат. Pleurospermum uralense) — дву- или трёхлетнее травянистое растение, вид рода Реброплодник (Pleurospermum) семейства Зонтичные (Apiaceae).

## Ботаническое описание
Стебель одиночный, тонко бороздчатый, высотой 70—120 см, толщиной 1—2 см, голый, лишь вверху под соцветием коротко и жестко волосистый.
Листья по жилкам и краям коротко и жёстко волосистые, очень редко почти голые. Нижние листья на длинных черешках, пластинка широкотреугольная, длиной и шириной 10—25 см, при основании тройчатые; первичные листочки на черешочках, перисто-раздельные на яйцевидно-ланцетовидные, заострённые, сидячие, при основании низбегающие доли, длиной 4—12 см, шириной 1—5 см, неровно крупно-зубчатые или перисто-надрезанные. Верхние — более мелкие и менее сложнорассечённые, сидячие на полустеблеобъемлющих влагалищах.
Конечный зонтик крупный, в поперечнике 10—20 см, с 20—40 коротко и жёстко волосистыми лучами, обыкновенно окруженный несколькими, более мелкими, зонтиками в поперечнике 4—7 см, на верхушках веточек, выходящих при основании конечного зонтика; зонтички на главном зонтике крупные, 2—3 см в поперечнике, на боковых более мелкие. Обёртка из многих, вниз отвороченных, крупных, длиной 1,5—6 см, в верхней части расширенных и нередко надрезанных листочков; обёрточки из отогнутых книзу ланцетовидных или почти линейных острых листочков, равных цветоножке или более длинных. Зубцы чашечки яйцевидные, тупые, перепончатые; лепестки белые, яйцевидные, немного заострённые и почти незагнутые на верхушке, длиной 2—3,5 мм.
Плоды длиной около 6 мм, шириной 4 мм, с тонкими, острыми и коротко зазубренными рёбрами; подстолбие коротко коническое, в основании чуть расширенное; столбик отогнутые вниз, в 2 раза длиннее подстолбия.

## Распространение и экология
Ареал вида охватывает Европейскую часть России, Сибирь и Монголию.
Произрастает в хвойных и берёзово-осиновых лесах, по их опушкам, на лесных вырубках, редко на субальпийских лугах, в оврагах и около болот.

## Значение и применение
Хорошо поедается алтайским маралом (Cervus elaphus sibiricus). Летом и осенью поедается северным оленем (Rangifer tarandus). Другими сельскохозяйственными животными не поедается.
Из высушенных стеблей этого растения традиционно изготавливается башкирский духовой музыкальный инструмент курай. Кураем в Башкортостане называют и само растение, полное название которого — баш. Урал ҡырлы ҡурайы.

## Таксономия
Вид Реброплодник уральский входит в род Реброплодник (Pleurospermum) семейства Зонтичные (Apiaceae) порядка Зонтикоцветные (Apiales).
|  |                                      |  |                                                             |                                                             |                     |  | ещё 8 семейств (согласно Системе APG II) | ещё 8 семейств (согласно Системе APG II) |                            |  |  |  | ещё 2 вида |
|  |                                      |  |                                                             |                                                             |                     |  | ещё 8 семейств (согласно Системе APG II) | ещё 8 семейств (согласно Системе APG II) |                            |  |  |  | ещё 2 вида |
|  |                                      |  |                                                             | порядок Зонтикоцветные                                      |                     |  |                                          |                                          | род Реброплодник           |  |  |  |            |
|  |                                      |  |                                                             | порядок Зонтикоцветные                                      |                     |  |                                          |                                          | род Реброплодник           |  |  |  |            |
|  | отдел Цветковые, или Покрытосеменные |  |                                                             |                                                             | семейство Зонтичные |  |                                          |                                          | вид Реброплодник уральский |  |  |  |            |
|  | отдел Цветковые, или Покрытосеменные |  |                                                             |                                                             | семейство Зонтичные |  |                                          |                                          |                            |  |  |  |            |
|  |                                      |  | ещё 44 порядка цветковых растений (согласно Системе APG II) | ещё 44 порядка цветковых растений (согласно Системе APG II) |                     |  |                                          | ещё более 300 родов                      | ещё более 300 родов        |  |  |  |            |
|  |                                      |  |                                                             | ещё 44 порядка цветковых растений (согласно Системе APG II) |                     |  |                                          |                                          | ещё более 300 родов        |  |  |  |            |

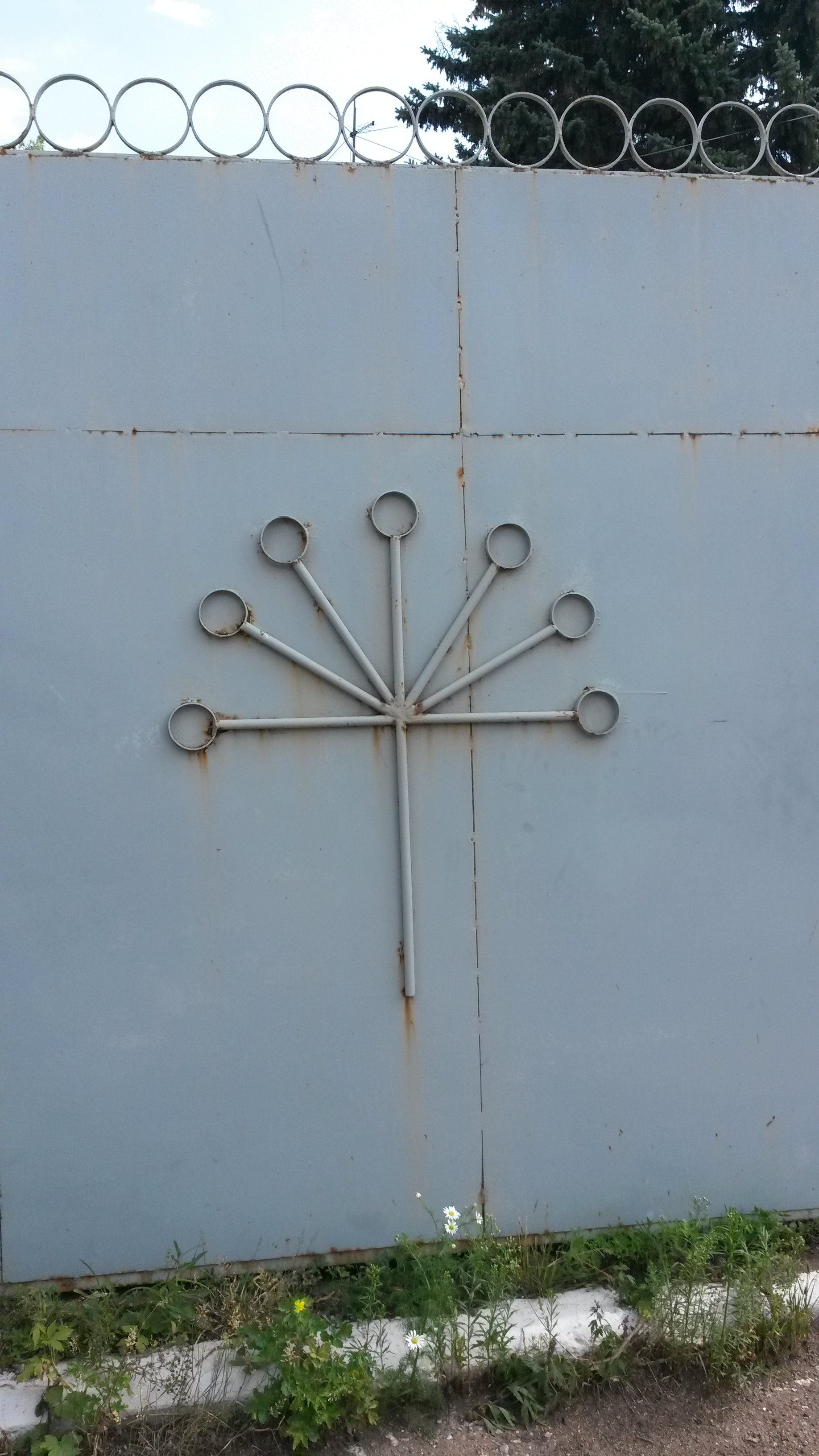
Стилизованное изображение реброплодника используется в Башкортостане как национальный символ, в том числе на флаге и гербе республики